# 貝雷日尼察河 (切雷莫什河支流)
貝雷日尼察河（羅馬化：Berezhnytsia）是烏克蘭的河流，位於該國西南部切爾諾夫策州，由維日尼察區負責管轄，屬於切雷莫什河的支流，發源自貝雷日尼察西南面，河道全長21公里，流域面積76.9平方公里。